# Neottianthe ovata
Neottianthe ovata är en orkidéart som beskrevs av Kai Yung Lang. Neottianthe ovata ingår i släktet Neottianthe och familjen orkidéer. Inga underarter finns listade i Catalogue of Life.